# Moussa al-Alami (maire de Jérusalem)
Pour les articles homonymes, voir Alami.
Moussa al-Alami a été maire de Jérusalem au XIXe siècle. Son fils, Faidi al-Alami, a aussi été maire de Jérusalem. Son petit-fils appelé aussi Moussa al-Alami, a été un grand nationaliste et magistrat au Ministère public lors du mandat britannique.